# Piresia
Piresia là một chi thực vật có hoa trong họ Hòa thảo (Poaceae).

## Loài
Chi Piresia gồm các loài: